# 2S31 Vena
Le 2S31 Vena est un mortier automoteur russe, conçu pour accompagner les troupes mécanisées et faire de l'appui-feu rapproché.

## Développement
Le Vena est développé au sein des usines Motovilikha (en) dans la ville de Perm et il a été présenté pour la première fois à l'exposition IDEX-97 aux Émirats arabes unis. 
Le développement commence dans les années 1980 à la suite de la guerre d'Afghanistan. Constatant les bonnes performances du mortier automoteur 2S9 Nona-S au sein des VDV, le ministère de la Défense décide de développer un véhicule similaire mais à destination de l'armée de terre. Comme base pour un canon d'artillerie automoteur des forces terrestres, plusieurs options sont envisagées, deux chenillées (2S17 Nona-SV basé sur le châssis 2S1 et 2S17-2 Nona-SV basé sur le BRM-1K) et une à roues (2S23 Nona-SVK basé sur le BTR-80). 
Le mortier réussit les tests d'état en 2007 ; en 2010, le premier lot de 2S31 est livré aux forces armées mais la production, limitée, ne commence qu'en 2013.

## Caractéristiques
Le 2S31 est fait d'un canon de calibre 120 mm 2A80 de mortier monté sur la base du châssis d'un BMP-3. Il est une évolution du 2S9 Nona-S sa portée est plus grande malgré l’utilisation des mêmes munitions. Sa portée de tir maximale est d'environ 14 km avec des obus standards. 
La principale différence entre le 2S31 et les véhicules de la génération précédente de la famille Nona est la présence d'un complexe informatique d'armes. Le complexe permet de recevoir et de transmettre des informations avec des données pour tirer sur des cibles, ainsi que de surveiller l'état du véhicule. Toutes les informations nécessaires sont affichées sur le moniteur du commandant du véhicule. La mémoire du complexe stocke les valeurs requises de la position, de l'angle de direction et de l'angle d'élévation du canon. Le système de conduite de tir comprend également des systèmes de navigation et de positionnement topographique. Le canon peut être élevé d'un angle allant de -4º à +80º. Pour accélérer le processus de préparation du canon au tir, des indicateurs d'information sont installés aux positions du tireur et du chargeur, qui affichent les paramètres nécessaires au système de visée d'artillerie et au type de munition utilisée. L'équipement supplémentaire de l'ordinateur de bord comprend : un système de guidage gyroscopique, un module GPS/GLONASS, ainsi qu'un altimètre à pression pour déterminer les données environnementales lors d'une utilisation en haute montagne. 
Le moteur est à l'arrière du véhicule, les éléments de combat se trouvent au centre et le poste de pilotage est situé à l'avant. Le véhicule a un équipage de quatre personnes, comprenant le commandant, l'artilleur, le chargeur et le conducteur. L'artilleur est équipé d'un périscope et d'un viseur 1P50 dédié au tir direct. Le commandant dispose de dispositifs d'observation et d'un système de désignation de cible autonome. Le véhicule dispose d'un équipement de vision nocturne infrarouge 1P51 pour les opérations de nuit. La communication par radio externe est prise en charge par la station radio R-163-50U "Crossbow". La station de radio fonctionne dans la bande VHF et fournit une communication stable avec des stations du même type à une distance allant jusqu'à 20 km. 
Le véhicule est équipé d'une protection NRBC et de systèmes d'extinction automatique d'incendie. 
Un total de 70 projectiles de calibre 120 mm est transporté dont 22 (11 + 11) sont dans des chargeurs prêts à l'emploi pour un chargement rapide à l'aide d'un système de pilonnage. La cadence de tir maximale est de 8 à 10 coups/min.

## Opérateurs
- Russie
- Azerbaïdjan - 18 en service en 2022[9]